# Maghreb Fez
Maghreb Association Sportive de Fès (arabisch المغرب الرياضي الفاسي, DMG al-Maġrib ar-riyāḍī al-Fāsī) ist ein marokkanischer Fußballverein aus Fès, der in der GNF 1 spielt.
Der Verein wurde 1949 von marokkanischen Nationalisten in der damaligen französischen Kolonie gegründet. 1954 gelang ein besonderer Erfolg, als man als erster marokkanischer Verein das Achtelfinale im französischen Pokal erreichte.
Seit der Unabhängigkeit spielt man in der ersten marokkanischen Liga; vier Meistertitel konnten bisher errungen werden.

## Erfolge
- Marokkanischer Meister: 1964/65, 1978/79, 1982/83, 1984/85
- Marokkanischer Zweitligameister: 1997, 2006
- Marokkanischer Pokalsieger: 1980, 1988, 2011, 2016
- CAF Confederation Cup: 2011
- CAF Super Cup: 2012

## Bekannte Spieler
- Anas Zniti
- Hamid Hazzaz
- Mohcine Bensouda
- Abdessalam Bounou
- Hamid Lahbabi
- Redouane Guezzar
- Houcine Belhouja
- Abdelfettah Rhiati
- Ayoub Tagnaouti-Moumnani